# مدلین کان
مدلین کان (انگلیسی: Madeline Kahn; زاده ۲۹ سپتامبر ۱۹۴۲ – درگذشته ۳ دسامبر ۱۹۹۹) یک هنرپیشه اهل ایالات متحده آمریکا بود. وی بین سال‌های ۱۹۶۴ تا ۱۹۹۹ میلادی فعالیت می‌کرد.
از فیلم‌ها یا برنامه‌های تلویزیونی که وی در آن نقش داشته‌است می‌توان به زندگی یک حشره، سرنخ، اضطراب بالا، زین‌های شعله‌ور، تاریخ جهان، قسمت ۱، آجیل مخلوط و تازه چه خبر دکتر؟ اشاره کرد.